# Liste der Monuments historiques in Ainvelle (Haute-Saône)
Die Liste der Monuments historiques in Ainvelle führt die Monuments historiques in der französischen Gemeinde Ainvelle auf.

## Liste der Objekte
| Bezeichnung      | Beschreibung | Standort                                     | Kennzeichnung | Schutzstatus | Datum | Bild |
| ---------------- | --- | -------------------------------------------- | ------------- | ------------ | ----- | ---- |
| Kelch und Patene | Silber, vergoldet, um 1700, Goldschmied Nicolas Desgranges; in der Kirche St-Loup in Saint-Loup-sur-Semouse deponiert | in der Kirche Assomption-de-la-Vierge (Lage) | PM70000016    | Classé       | 1966  |      |
| Hauptaltar       | Retabel und Gemälde; Holz, farbig gefasst und vergoldet, Ölfarbe auf Leinwand, 18. Jahrhundert                        | in der Kirche Assomption-de-la-Vierge (Lage) | PM70001957    | Inscrit      | 1997  |      |